# Hipomorfo
Os hipomorfos (literalmente, com a forma de cavalo) é a designação dada à subordem de mamíferos semelhantes ao cavalo, com várias famílias extintas, e uma atual, a dos equídeos.
Dentre as famílias extintas, tem-se:
1. Eohippus - do Eoceno inferior.
2. Mesohippus - do Oligoceno inferior.
3. Merihippus - do Mioceno.
4. Pliohippus - do Mioceno e Plioceno.
5. Equus - Plioceno e Plistoceno.

O mais antigo deles, o Eohippus, possuía altura entre 25 e 45 centímetros e habitava a América do Norte e Europa. À medida que foram evoluindo, tornaram-se maiores e mais robustos, migrando então para a Ásia e outros continentes.
- Espécies atuais:

Todas pertencendo à família dos equídeos atuais, tem-se as espécies mais conhecidas do cavalo - (Equus caballus), do asno (Equuos asinus) e a zebra (Equus zebra).